# Zywie Corona
Zywie Corona est une corona, formation géologique en forme de couronne, située sur la planète Vénus par -38,6° S et 291,2° E. Elle est localisée dans le quadrangle de Themis Regio. Elle a été nommée en référence à Zywie, déesse polonaise de la vie. 

## Géographie et géologie
Zywie Corona couvre une surface circulaire d'environ 200 km de diamètre. 